# Uniwersytet w Stavanger

Logo Uniwersytetu w Stavanger

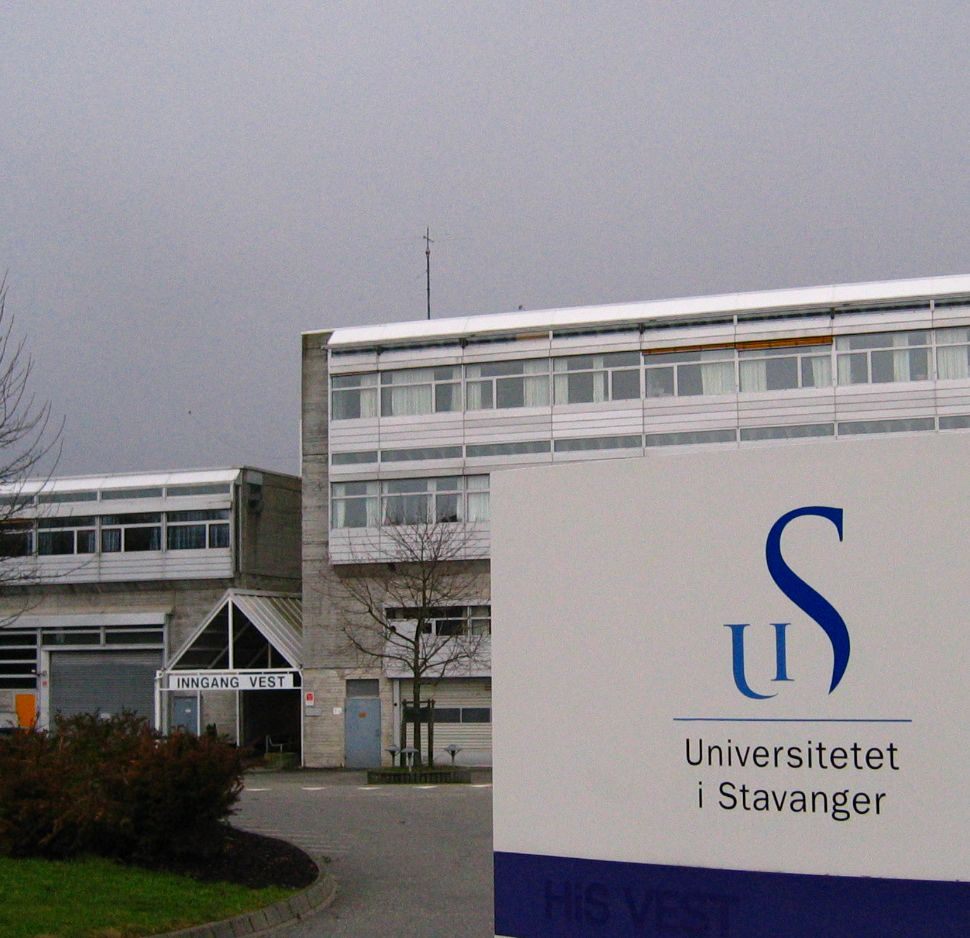
Wejście zachodnie budynku głównego

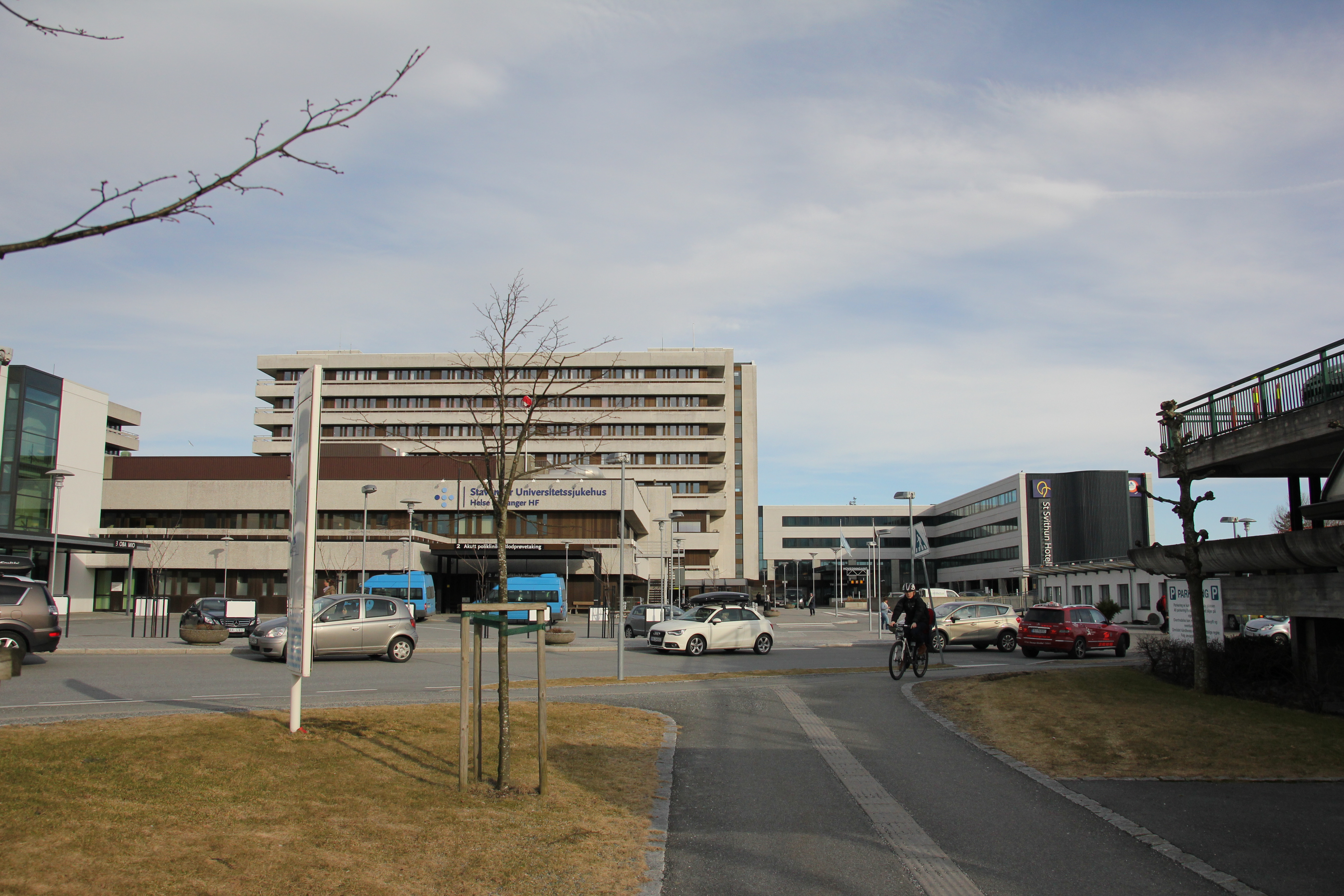
Szpital uniwersytecki

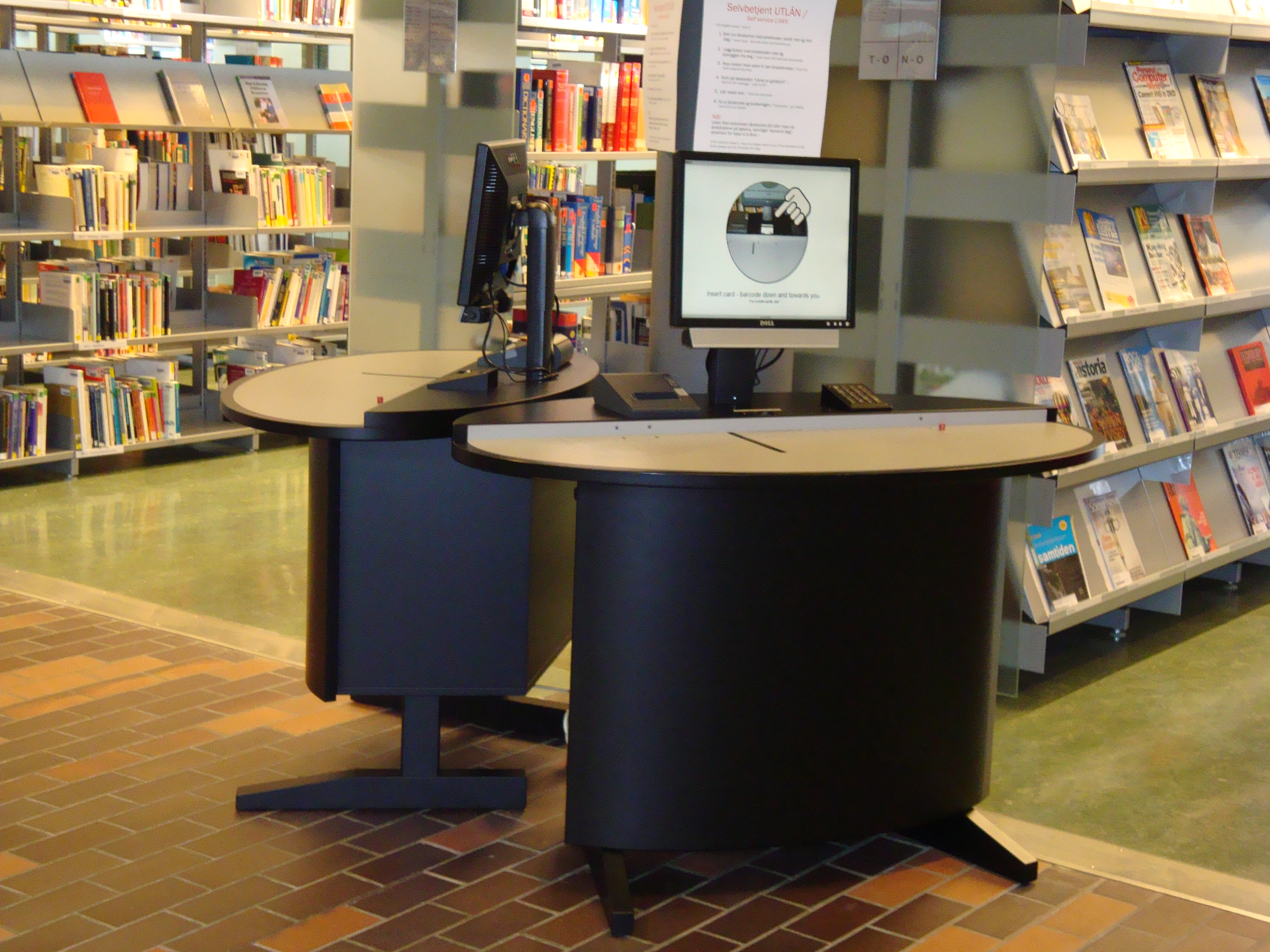
Biblioteka uniwersytecka

Uniwersytet w Stavanger (norw. Universitetet i Stavanger) – norweski uniwersytet założony 1 stycznia 2005. Główny kampus uczelni położony jest w dzielnicy Ullandhaug. Obecnie na uniwersytecie studiuje około 12 tysięcy studentów (2018). Uczelnia zatrudnia około 1600 nauczycieli akademickich i pracowników administracji. Rektorem Uniwersytetu w Stavanger jest Klaus Mohn (2019 –).

W 2012 Uniwersytet w Stavanger został członkiem Europejskiego Konsorcjum Uniwersytetów Innowacyjnych (ECIU), a w 2018 był trzecim uniwersytetem w Norwegii pod względem liczby publikacji przypadających na pracownika akademickiego.

## Historia
Szkoła Wyższa w Stavanger (Høgskolen i Stavanger [HiS]) powstała w 1994 w wyniku połączenia się sześciu państwowych Szkół Wyższych i jednej prywatnej. 2 lipca 1999 HiS, jako pierwsza państwowa uczelnia, uzyskała prawo do nadawania stopnia doktora w dwóch dziedzinach: technologii naftowej i technologii morskiej. W 2000 opracowano strategię mającą na celu osiągnięcie statusu uniwersytetu. W czerwcu 2003 HiS złożyła wniosek o nadanie uczelni statusu uniwersytetu, który został zatwierdzony w sierpniu 2004. 1 stycznia 2005 uczelnia uzyskała ostatecznie status uniwersytetu, natomiast 17 stycznia 2005 odbyło się uroczyste otwarcie nowej uczelni przez Króla Haralda V.

## Organizacja akademicka
W skład Uniwersytetu w Stavanger wchodzi 6 wydziałów, dwa krajowe ośrodki badawcze oraz Muzeum Archeologii.
Wydziały:
- Wydział Nauki i Technologii
- Wydział Nauk Społecznych
- Wydział Nauk o Zdrowiu
- Wydział Nauk o Wychowaniu i Nauk Humanistycznych
- Wydział Sztuk Scenicznych
- Szkoła Biznesu Uniwersytetu w Stavanger[5]

## Czasopismo
Uniwersytet w Stavanger posiada własne czasopismo o nazwie UniverS, które ukazuje się cztery razy w roku. UniverS publikuje artykuły związane z działalnością uniwersytetu tj. prowadzonymi badaniami naukowymi, kształceniem i kontaktami międzyludzkimi.